# Kanton Vélines
Vélines is een voormalig kanton van het Franse departement Dordogne. Het kanton maakte deel uit van het arrondissement Bergerac. Het werd opgeheven bij decreet van 21 februari 2014, met uitwerking op 22 maart 2015. Alle gemeenten werden opgenomen in het nieuwe kanton Pays de Montaigne et Gurson.

## Gemeenten
Het kanton Vélines omvatte de volgende gemeenten:
- Bonneville-et-Saint-Avit-de-Fumadières
- Fougueyrolles
- Lamothe-Montravel
- Montazeau
- Montcaret
- Nastringues
- Port-Sainte-Foy-et-Ponchapt
- Saint-Antoine-de-Breuilh
- Saint-Michel-de-Montaigne
- Saint-Seurin-de-Prats
- Saint-Vivien
- Vélines (hoofdplaats)